# She's a Woman
"She's a Woman" é uma canção escrita por Lennon/McCartney e gravada pelos Beatles em 1964. Foi lançada como Lado B de um single que tinha a canção "I Feel Fine" como Lado A. A canção foi incluída mais tarde nos álbuns de compilação Past Masters, Volume One e Anthology 2.

## A Canção
Embora fosse creditada à dupla Lennon/McCartney, a canção foi escrita principalmente por Paul McCartney. Foi a primeira canção dos Beatles a conter uma referência velada às drogas, na frase "turns me on when I get lonely (me deixa ligado quando fico sozinho). Segundo John Lennon, eles ficaram bastante excitados por terem conseguido inserir a frase na canção e por ela ter passado pela censura das rádios e da televisão.

## Créditos
- Paul McCartney: vocal, baixo, piano e guitarra solo
- John Lennon: guitarra base
- George Harrison: guitarra solo
- Ringo Starr: bateria e maracas